# جنگ ستارگان جدای: بازمانده
جنگ ستارگان جدای: بازمانده (به انگلیسی: Star Wars Jedi: Survivor) یک بازی ویدئویی به سبک اکشن-ماجراجویی است که توسط رسپاون انترتینمنت توسعه یافته و به‌وسیلهٔ الکترونیک آرتس منتشر شده است. این عنوان که دنباله‌ای بر جنگ ستارگان جدای: محفل سرنگون به‌شمار می‌رود و داستان آن پنج سال پس از پایان بازی اول روایت می‌شود و ماجراجویی‌های شوالیه جدای جوان، کال کستیس را ادامه می‌دهد، در حالی که او و دوستانش به مبارزه خود برای زنده ماندن از ظلم امپراتوری کهکشانی ادامه می‌دهند. بازمانده در تاریخ ۲۸ آوریل ۲۰۲۳ برای پلت‌فرم‌های پلی‌استیشن ۵، ایکس‌باکس سری اکس/اس، و مایکروسافت ویندوز در دسترس قرار گرفت. بازی به‌طور کلی با واکنش‌های مثبتی از سوی منتقدان همراه بود که روند بازی، داستان، جهان باز، و نقش‌آفرینی کامرون مانهن در نقش کستیس مورد تحسین قرار گرفت، اما منتقدان در هنگام عرضه بازی نسبت به برخی از جنبه‌های داستان و عیب‌های فنی و تکنیکی در نسخهٔ مایکروسافت ویندوز انتقاداتی داشتند.

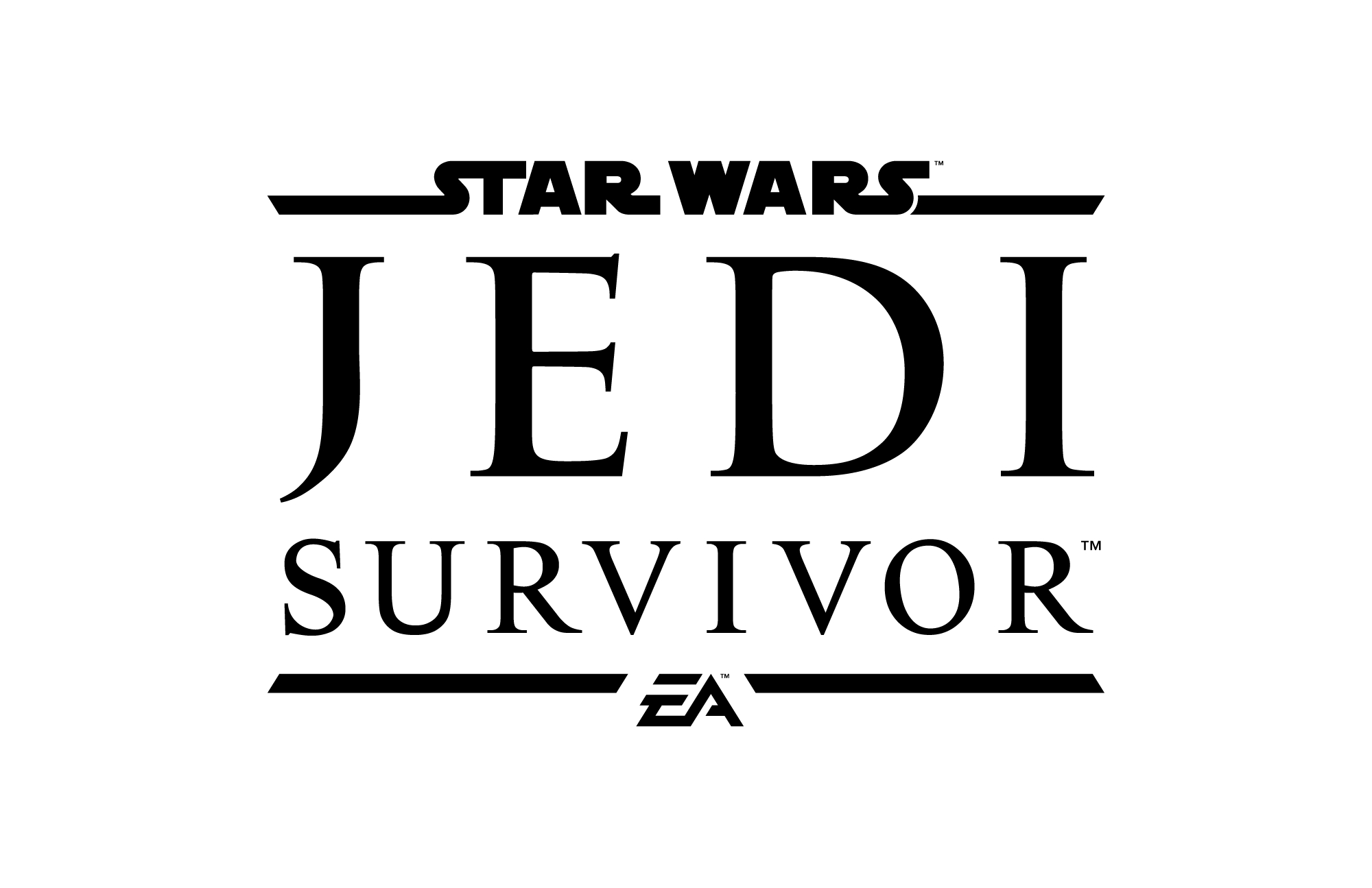
لوگوی جنگ ستارگان جدای: بازمانده

## گیم پلی
جنگ ستارگان جدای:بازمانده بسیاری از مکانیزم‌های گیم پلی بازی قبلی خود را حفظ کرده و عناصر جدیدی را نیز معرفی کرد. در مبارزات شمشیر نوری، کل کستیس به پنج حالت مختلف دسترسی دارد که هر کدام دارای ویژگی‌های منحصر به فردی هستند. او می‌تواند از حالت‌های تک تیغه و دو تیغه بازی قبلی، محفل سرنگون استفاده کند و حمله تیغه‌ای دوگانه ویژه به حالت خود گسترش یافته. در ابتدا در نظر گرفته شده بود که شمشیر نوری دوگانه یک حالت قابل بازی در محفل سرنگون باشد، اما به دلیل محدودیت زمانی فقط به عنوان یک حمله ویژه درنظر گرفته شد. حالت جدیدی نیز اضافه شده است که از یک شمشیر صلیبی به سبک کایلو رن استفاده می‌کند، که بازیکنان را ملزم می‌کند تا به محدودیت‌های زمانی توجه کنند تا از آنها به‌طور مؤثر استفاده شود، به‌ویژه هنگام مسدود کردن و جلوگیری از حملات دشمن. دومین حالت جدید، حالت بِلَستِر است که به بازیکن اجازه می‌دهد تا از یک شمشیر نوری و تفنگ نوری استفاده کند که امکان حملات نزدیک و دور را هم فراهم می‌کند. این حالت‌های مختلف به علت استفاده برای مبارزه با انواع خاصی از دشمنان طراحی شده‌اند که بازیکن را وادار می‌کند بهترین سلاح انتخابی را بفهمد.

## توسعه
ساخت دنباله‌ای برای جنگ ستارگان جدای: محفل سرنگون در ژانویه ۲۰۲۲ اعلام شد. عنوان بازی جنگ ستارگان جدای: بازمانده در مه ۲۰۲۲ همراه با اولین تریلر تیزر سی‌جی‌آی در جشن جنگ ستارگان اعلام شد. این بازی توسط رسپاون انترتینمنت توسعه داده شد و در ۲۸ آوریل ۲۰۲۳ برای پلی‌ستیشن ۵، ویندوز، و ایکس‌باکس سری اکس/اس منتشر شد.
کارگردان بازی، استیگ آسموسن ادعا کرد که فناوری رهگیری پرتو هماهنگ و دیگر قابلیت‌های نسل بعدی، رسپاون انترتینمنت را قادر می‌سازد تا «با کیفیتی بسیار بالاتر از هر چیزی که تا به حال توسعه داده‌ایم» کار کند. با هدف قرار دادن انحصاری کنسول‌های نسل نهم، «بازمانده» از زمان بارگذاری بسیار سریع‌تری با تیم توسعه‌دهنده‌ای برخوردار است که دیگر موظف به پشتیبانی از کنسول‌های قدیمی‌تر پلی‌استیشن ۴ و ایکس‌باکس وان در اولین بازی عرضه‌شده در آن نیست. دلیل این امر این است که کنسول‌های پلی‌استیشن ۵ و ایکس‌باکس سری اکس/اس دارای درایو حالت جامد (SSD) هستند که زمان بارگذاری دارایی‌ها را در مقایسه با هارد دیسک بسیار سریع‌تر می‌سازد. با وجود این اظهارات، نسخه‌های پلی‌استیشن ۴ و ایکس‌باکس وان در اوت ۲۰۲۳ اعلام شد.
در مصاحبه‌ای با آی‌جی‌ان در سال ۲۰۲۳، آسموسن اظهار داشت که او برنامه‌ریزی کرده است که مجموعه جنگ ستارگان: جدای یک سه‌گانه باشد و قسمت اصلی احتمالی سوم و آخر موتور جدید آنریل انجین ۵ را هدف قرار دهد.